# Mistrovství Evropy v boxu 2022
XXXXIV. mistrovství Evropy v boxu proběhlo v Jerevanu, Arménie ve dnech 23. až 30. května 2022. Organizátorem turnaje mistrovství Evropy byla  European Boxing Confederation (EUBC).

## Česká stopa
Trenér reprezentace: Vasilij Larionov
Na mistrovství Evropy startovali za Česko 3 boxeři:
- −63,5 kg: Petr Novák (* 1999) z SKP Sever Ústí nad Labem
- −75 kg: Miloš Batrl (* 1994) z SC Nové Strašecí
- +92 kg: Martin Pinc (* 1993) z TJ Spartak Čelákovice

## Výsledky
| Muži     | Zlato                     | Stříbro                 | Bronz                     | Bronz                    |
| -------- | ------------------------- | ----------------------- | ------------------------- | ------------------------ |
| –48 kg   | Sachil Alachverdovi (GEO) | Ergünal Sabri (BUL)     | Jakub Słomiński (POL)     | Leonardo Esposito (ITA)  |
| –51 kg   | Martín Molina (ESP)       | Kiaran MacDonald (ENG)  | Dmytro Zamotajev (UKR)    | Federico Serra (ITA)     |
| –54 kg   | Billal Bennama (FRA)      | Dylan Eagleson (IRL)    | Manuel Cappai (ITA)       | Daniel Asenov (BUL)      |
| –57 kg   | Vasile Usturoi (BEL)      | Artur Bazejan (ARM)     | Michele Baldassi (ITA)    | Javier Ibáñez (BUL)      |
| –60 kg   | Artuš Gomcjani (GEO)      | José Quiles (ESP)       | Roland Veres (HUN)        | Jurij Šestak (UKR)       |
| –63,5 kg | Ovanes Bačkov (ARM)       | Lounès Hamraoui (FRA)   | Richárd Kovács (HUN)      | Adrián Thiam (ESP)       |
| –67 kg   | Vahid Abasov (SRB)        | Laša Guruli (GEO)       | Alexandru Paraschiv (MDA) | Ioan Croft (WAL)         |
| –71 kg   | Harris Akbar (ENG)        | Garan Croft (WAL)       | Jurij Zacharjejev (UKR)   | Magomed Šachidov (GER)   |
| –75 kg   | Gabriel Dossen (IRL)      | Lewis Richardson (ENG)  | Salvatore Cavallaro (ITA) | Samuel Hickey (SCO)      |
| –80 kg   | Arťom Agajev (SRB)        | Alfred Commey (ITA)     | Luka Plantić (CRO)        | Ivan Sapun (UKR)         |
| –86 kg   | Giorgi Kušitašvili (GEO)  | Rafajel Ovanisjan (ARM) | Andrei Arădoaie (ROU)     | Tomasz Niedźwiecki (POL) |
| –92 kg   | Abbes Mouhiidine (ITA)    | Enmanuel Reyes (ESP)    | Lewis Williams (ENG)      | Narek Manasjan (ARM)     |
| +92 kg   | Nelvie Tiafack (GER)      | Ayoub Ghadfa (ESP)      | Delicious Orie (ENG)      | Ahmed Hagag (AUT)        |

## Medailová bilance
V boxu se rozdělilo celkem 13 sad medailí.
| Pořadí | Stát             |       | Muži    | Muži  | Muži | Celkem |
| Pořadí | Stát             | Zlato | Stříbro | Bronz |      | Celkem |
| ------ | ---------------- | ----- | ------- | ----- | ---- | ------ |
| 1.     | Gruzie (GEO)     |       | 3       | 1     | 0    | 4      |
| 2.     | Srbsko (SRB)     |       | 2       | 0     | 0    | 2      |
| 3.     | Španělsko (ESP)  |       | 1       | 3     | 1    | 5      |
| 4.     | Anglie (ENG)     |       | 1       | 2     | 2    | 5      |
| 5.     | Arménie (ARM)    |       | 1       | 2     | 1    | 4      |
| 6.     | Itálie (ITA)     |       | 1       | 1     | 5    | 7      |
| 7.     | Francie (FRA)    |       | 1       | 1     | 0    | 2      |
| 7.     | Irsko (IRL)      |       | 1       | 1     | 0    | 2      |
| 9.     | Německo (GER)    |       | 1       | 0     | 1    | 2      |
| 10.    | Belgie (BEL)     |       | 1       | 0     | 0    | 1      |
| 11.    | Bulharsko (BUL)  |       | 0       | 1     | 2    | 3      |
| 12.    | Wales (WAL)      |       | 0       | 1     | 1    | 2      |
| 13.    | Ukrajina (UKR)   |       | 0       | 0     | 4    | 4      |
| 14.    | Polsko (POL)     |       | 0       | 0     | 2    | 2      |
| 14.    | Maďarsko (HUN)   |       | 0       | 0     | 2    | 2      |
| 16.    | Moldavsko (MDA)  |       | 0       | 0     | 1    | 1      |
| 16.    | Chorvatsko (CRO) |       | 0       | 0     | 1    | 1      |
| 16.    | Rumunsko (ROU)   |       | 0       | 0     | 1    | 1      |
| 16.    | Skotsko (SCO)    |       | 0       | 0     | 1    | 1      |
| 16.    | Rakousko (AUT)   |       | 0       | 0     | 1    | 1      |
| Celkem | Celkem           |       | 13      | 13    | 26   | 52     |